# Kärrtrumpetmossa
Kärrtrumpetmossa (Tayloria lingulata) är en bladmossart som beskrevs av Lindberg 1879. Kärrtrumpetmossa ingår i släktet trumpetmossor, och familjen Splachnaceae. Arten är reproducerande i Sverige. Inga underarter finns listade i Catalogue of Life.